# Carl Heinrich von Wedel
Pour les articles homonymes, voir Wedel (homonymie).
Carl Heinrich von Wedel (né le 12 juillet 1712 à Göritz, mort le 2 avril 1782 à Göritz) était un lieutenant général prussien, qui fut également ministre de la Guerre.

## Biographie
La famille noble von Wedel (de) appartient à la noblesse de Poméranie. Son père Georg Wilhelm (né en 1661 et mort le 13 juillet 1731) est administrateur de l'arrondissement d'Uckermark, directeur principal de la cour et seigneur héréditaire de Göritz, sa mère est Marie Salome von Eickstedt (morte en 1731) de la maison d'Eichstedt. À l'âge de quinze ans, Wedel rejoint l'armée prussienne et est entré dans le 6e régiment du Corps du roi en tant que caporal. En 1730, il est promu enseigne, et le 1er mars 1735, sous-lieutenant. Peu après son accession au trône, Frédéric II le fait capitaine et commandant de compagnie dans le 6e bataillon de grenadiers de la Garde le 23 juin 1740.

## Famille
En 1747, Wedel prend pour épouse Friederike Auguste von Broecker (née le 17 février 1731 et morte le 23 janvier 1785). Le mariage donne naissance à quatre filles et un fils, dont :
- Caroline Friederike (née le 19 février 1748 et morte le 5 juin 1780)[1], mariée le 10 février 1768 avec Henri-Guillaume d'Anhalt (1734-1801), fils de Guillaume-Gustave d'Anhalt-Dessau
- Friederike Albertine (née le 17 septembre 1751 et mort le 8 octobre 1825), mariée avec Charles-Philippe d'Anhalt (de) (1732-1806), fils de Guillaume-Gustave d'Anhalt-Dessau
- Ulrike Henriette (né le 17 janvier 1753 et mort le 20 avril 1819), mariée avec Georg Samuel Wilhelm von Gersdorff (né le 13 mai 1744 et mort le 21 janvier 1810), administrateur de l'arrondissement de Züllichau (de)
- Karl Otto (né le 26 août 1754 et mort le 13 avril 1834)